# Kenopia striata
A Kenopia striata a madarak osztályának verébalakúak (Passeriformes) rendjébe és a Pellorneidae családjába tartozó Kenopia nem egyetlen faja.

## Rendszerezése
A fajt Edward Blyth angol zoológus írta le 1842-ben, a Timalia nembe Timalia striata néven.

## Előfordulása
Ázsia déli részén, Brunei, Indonézia, Malajzia és Thaiföld területén honos. A természetes élőhelye a szubtrópusi vagy trópusi síkvidéki  és hegyi esőerdők. Állandó, nem vonuló faj.

## Megjelenése
Testhossza 14-15 centiméter, testtömege 17-22 gramm.

## Életmódja
Rovarokkal táplálkozik.